# Samoa Joe
Nuufolau Joel Seanoa (født 17. marts 1979) er bedre kendt under ringnavnet Samoa Joe, er en amerikansk wrestler, der er på kontrakt med World Wrestling Entertainment (WWE).
Før han fik sin debut i TNA i juni 2005, wrestlede Seanoe i Ring of Honor (ROH), hvor han var holdt ROH World Championship i 21 måneder, hvilket er en rekord. I de første 18 måneder i TNA var Samoa Joe ubesejret og tabte i den periode aldrig en kamp via pinfall eller ved at give op. Sejrsrækken kom dog til en ende, da han blev besejret af Kurt Angle ved TNA's Genesis i 2006. 
Samoa Joe har i sin karriere vundet TNA's VM-titel, og han har desuden også vundet TNA X Division Championship og TNA World Tag Team Championship. I 2005 vandt han Super X Cup-turneringen, og i 2008 blev han vinder af den årlige King of the Mountain match. I Ring of Honor vandt udover ROH's VM-titel også ROH Pure Championship.